# Euploea laodikeia
Euploea laodikeia är en fjärilsart som beskrevs av Hans Fruhstorfer 1910. Euploea laodikeia ingår i släktet Euploea och familjen praktfjärilar. Inga underarter finns listade i Catalogue of Life.